# Phyconomus marinum
Phyconomus marinum is een keversoort uit de familie kerkhofkevers (Monotomidae). De wetenschappelijke naam van de soort werd in 1858 gepubliceerd door John Lawrence LeConte.